# Simon Greul
Simon Greul (* 13. dubna 1981 ve Stuttgartu, Německo) je současný německý profesionální tenista. Ve své dosavadní kariéře nevyhrál na okruhu ATP World Tour žádný turnaj. Nejvýše byl umístěn 2. listopadu 2009, kdy figuroval na 56. místě.
K největším úspěchům Simona Greula patří turnaj v Miami Nasdaq-100 Open 2006, kde se po postupu z kvalifikačních kol probojoval do 4. kola v hlavní soutěži. Cestou do něj porazil Paradorna Srichaphana, Dominika Hrbatého a Tima Henmana; nad jeho síly byl čtvrtý nasazený Andy Roddick, se kterým prohrál ve třech setech 6–3, 3–6, 6–2.

## Finálové účasti na turnajích ATP World Tour (1)

### Čtyřhra – prohry (1)
| Legenda                                                       |
| ATP International Series Gold / ATP World Tour 500 Series (0) |
| ATP International Series / ATP World Tour 250 Series (1)      |

| Č. | Datum         | Turnaj                  | Povrch | Partner      | Vítězové                          | Výsledek    |
| 1. | 21. únor 2010 | Buenos Aires, Argentina | antuka | Peter Luczak | Sebastián Prieto Horacio Zeballos | 7-6(4), 6-3 |

## Tituly na turnajích ATP Challenger Tour (11)
| Č.  | Datum            | Turnaj              | Povrch    | Soupeř ve finále   | Výsledek         |
| 1.  | 3. září 2001     | Aschaffenburg       | antuka    | Martin Verkerk     | 7-6, 6-2         |
| 2.  | 27. leden 2003   | Dallas              | tvrdý (h) | Justin Gimelstob   | 6-3, 7-6         |
| 3.  | 4. červenec 2005 | Oberstaufen         | antuka    | Albert Portas      | 7-5, 6-2         |
| 4.  | 8. květen 2006   | Dresden             | antuka    | Janko Tipsarević   | 7-6, 6-2         |
| 5.  | 29. květen 2006  | Ettlingen           | antuka    | Michael Berrer     | 6-4, 6-3         |
| 6.  | 3. červenec 2006 | Córdoba             | tvrdý     | Kevin Kim          | 6-7, 6-1, 7-6    |
| 7.  | 18. červen 2007  | Almaty              | antuka    | Daniel Brands      | 6-4, 6-2         |
| 8.  | 25. červen 2007  | Almaty              | antuka    | Woong-Sun Jun      | 6-3, 6-2         |
| 9.  | 31. srpen 2008   | Freudenstadt        | antuka    | Matthias Bachinger | 6-3, 6-4         |
| 10. | 7. září 2008     | Alphen aan den Rijn | antuka    | Iván Navarro       | 6-4, 6-3         |
| 11. | 20. září 2009    | Todi                | antuka    | Adrian Ungur       | 2-6, 6-1, 7-6(6) |

## Postavení na žebříčku ATP na konci sezóny

### Dvouhra
| Rok    | 1999 | 2000   | 2001   | 2002   | 2003   | 2004   | 2005   | 2006  | 2007   | 2008   | 2009  |
| Pořadí | 806. | ▲ 519. | ▲ 327. | ▲ 219. | ▼ 248. | ▼ 368. | ▲ 121. | ▲ 83. | ▼ 214. | ▲ 124. | ▲ 59. |

### Čtyřhra
| Rok    | 2001  | 2002   | 2003   | 2004    | 2005   | 2006   | 2007   | 2008   | 2009   |
| Pořadí | 1383. | ▲ 460. | ▼ 485. | ▼ 1043. | ▲ 349. | ▲ 238. | ▼ 801. | ▲ 461. | ▲ 200. |